# Asplenium parksii
Asplenium parksii är en svartbräkenväxtart som beskrevs av Edwin Bingham Copeland. Asplenium parksii ingår i släktet Asplenium och familjen Aspleniaceae. Inga underarter finns listade.